# بيت العميسي (السدة)

تعديل مصدري - تعديل

بيت العميسي هي إحدى قرى عزلة الأعماس بمديرية السدة التابعة لمحافظة إب، بلغ تعداد سكانها 55 نسمة حسب تعداد اليمن لعام 2004.